# Александар Џомбић
Александар Џомбић (15. април 1968, Бања Лука, СФРЈ) српски је политичар и економиста. Бивши је предсједник Владе Републике Српске и министар финансија.

## Биографија
Основну и средњу школу завршио је у Бањој Луци, а дипломирао на Економском факултету Универзитета у Бањој Луци. Радио је у Градској управи Бања Лука, у Кристал банци АД Бања Лука као референт, шеф службе и руководилац пројекта, те у Агропром банци АД Бања Лука као директор. Прије избора за министра финансија, обављао је функцију извршног директора у Новој банци АД Бијељина.
Ожењен је и има двоје дјеце, а по националности је Србин.